# Lliga Americana de Beisbol
La Lliga Americana de Beisbol (oficialment American League of Professional Baseball Clubs, o simplement American League (AL)), és una de les dues lligues que componen la Major League Baseball dels Estats Units i el Canadà.

## Història
La lliga evolucionà de la Western League, una lliga menor a la zona dels Grans Llacs d'Amèrica del Nord, després de la desaparició de l'American Association el 1891. Aquells anys, a finals de segle xix la principal lliga era la Lliga Nacional de Beisbol. Bancroft "Ban" Johnson era el president de la WL i el 1896 formulà un pla per convertir-la en American League. L'octubre de 1899 la lliga canvià de nom adoptant el d'American League, però la lliga continuà essent una lliga menor fins al 28 de gener de 1901, quan oficialment es declarà lliga major.
La Lliga Nacional, però, intentà sabotejar la nova lliga durant els dos anys següents, fins al 1903, any en què ambdues lligues signaren la pau. Des d'aquest any els campions de les dues lligues disputaren les World Series a final de temporada.

## Equips

### Equips fundadors
Els vuit equips que fundaren al lliga el 1901 foren:
- Baltimore Orioles
- Boston Americans (nom no oficial)
- Chicago White Stockings
- Cleveland Blues
- Detroit Tigers
- Milwaukee Brewers
- Philadelphia Athletics
- Washington Senators

### Expansions, canvis de nom i de ciutat
- 1902: Milwaukee Brewers es mou a St. Louis, reanomenat St. Louis Browns
- 1902: Cleveland Blues reanomenat Cleveland Bronchos
- 1903: Baltimore Orioles es mou a New York, reanomenat New York Highlanders (nom informal)
- 1903: Chicago White Stockings oficialment reanomenat Chicago White Sox
- 1903: Cleveland Bronchos reanomenat Cleveland Naps
- 1905: Washington Senators reanomenat Washington Nationals; Senators continuà essent usat pels mitjans
- 1908: Boston Americans (nom informal) formalment anomenat Boston Red Sox
- 1913: New York Highlanders reanomenat pel ja establert New York Yankees
- 1915: Cleveland Naps reanomenat Cleveland Indians
- 1954: St. Louis Browns es mou a Baltimore, reanomenat Baltimore Orioles
- 1955: Philadelphia Athletics es mou a Kansas City
- 1957: Washington Nationals/Senators formalment reanomenat Washington Senators
- 1961: Washington Senators es mou a Minneapolis, reanomenat Minnesota Twins
- 1961: Los Angeles Angels i Washington Senators noves franquícies
- 1965: Los Angeles Angels reanomenat California Angels
- 1968: Kansas City Athletics es mou a Oakland
- 1969: Kansas City Royals i Seattle Pilots noves franquícies
- 1970: Seattle Pilots es mou a Milwaukee, reanomenat Milwaukee Brewers
- 1972: Washington Senators es mou a Dallas-Fort Worth, reanomenat Texas Rangers
- 1973: Oakland Athletics oficialment reanomenat Oakland A's
- 1977: Seattle Mariners i Toronto Blue Jays noves franquícies
- 1980: Oakland A's oficialment reanomenat Oakland Athletics
- 1997: California Angels reanomenat Anaheim Angels
- 1998: Tampa Bay Devil Rays nova franquícia
- 1998: Milwaukee Brewers passa de la Lliga Americana a la Lliga Nacional
- 2005: Anaheim Angels reanomenat Los Angeles Angels of Anaheim
- 2008: Tampa Bay Devil Rays reanomenat Tampa Bay Rays
- 2013: Houston Astros passa de la Lliga Nacional a la Lliga Americana

### Equips actuals

#### Est
- Baltimore Orioles franquícia des del 1894 com a Milwaukee Brewers, mogut a St. Louis (1902) i a Baltimore (1954)
- Boston Red Sox franquícia des del 1901
- New York Yankees franquícia des del 1901 com a Baltimore Orioles, mogut a New York (1903)
- Tampa Bay Rays franquícia des del 1998 com a Devil Rays (canviat el nom el 2008)
- Toronto Blue Jays franquícia des del 1977

#### Central
- Chicago White Sox franquícia des del 1894 com a Sioux City Cornhuskers, mogut a St. Paul (1895) i a Chicago (1900)
- Cleveland Indians franquícia des del 1894 com a Grand Rapids Rustlers, mogut a Cleveland (1900)
- Detroit Tigers franquícia des del 1894
- Kansas City Royals franquícia des del 1969
- Minnesota Twins franquícia des del 1901 com a Washington Senators, mogut a Minneapolis (1961)

#### Oest
- Houston Astros franquícia del 1962 com a Houston Colt .45s, reanomenat Astros (1965), unit a la Lliga Americana (2013)
- Los Angeles Angels of Anaheim franquícia des del 1961 com a Los Angeles Angels, mogut a Anaheim (1966)
- Oakland Athletics franquícia des del 1901 a Philadelphia, mogut a Kansas City (1955) i a Oakland (1968)
- Seattle Mariners franquícia des del 1977
- Texas Rangers franquícia des del 1961 com a Washington Senators, mogut a Dallas-Fort Worth (1972)

## Presidents de la Lliga 1901-1999
- Ban Johnson 1901-1927
- Ernest Barnard 1927-1931
- Will Harridge 1931-1959
- Joe Cronin 1959-1973
- Lee MacPhail 1973-1984
- Bobby Brown 1984-1994
- Gene Budig 1994-1999
- Jackie Autry (honorari)